# Шульц, Маркус
Маркус Шульц (нем. Markus Schulz, род. 3 февраля 1969, Эшвеге) — немецкий диджей и продюсер электронной музыки жанра транс (прогрессив транс), также ведущий известного радиошоу «Global DJ Broadcast» на Digitally Imported Radio. В качестве гостей этого шоу нередко играют свои миксы такие диджеи и продюсеры, как Армин ван Бюрен, Пол ван Дайк, Ферри Корстен и др.
Владелец лейбла Coldharbour Recordings. Занимает девятое место в рейтинге диджеев за 2011-й год по версии журнала DJ Mag, и 56-е за 2015.
Маркус Шульц также имеет и другие музыкальные проекты, среди которых можно выделить проект Dakota, своим названием обязанный одноимённой улице в штате Аризона, где жил Шульц в 90-х годах.

## Биография
Маркус Шульц родился в городе Эшвеге в Германии в 1975 году, в семье военнослужащего. В возрасте 13 лет семья Маркуса переезжает в США. Поселившись в городке Финикс (штат Аризона) он увлекается музыкой и становится активным членом танцевальных групп. На вечеринке, которую организовали Маркус с друзьями, ему пришлось впервые встать за пульт.
Со временем он начал выступать в клубах Финикса, а затем Маркус становится резидентом The Works, где работал семь лет. В то же время он занимается продюсерской деятельностью, а затем работает на радио «Hot Mix».
Начав делать ремиксы, Маркус привлекает внимание лейблов, но уезжает в Лондон, где хочет реализовать свои мечты. Сняв квартиру в Брикстоне на улице Coldharbour Lane, Маркус делает там студию. Под влиянием популярного в то время в Лондоне drum’n’bass-движения формируется истинное звучание музыки Маркуса.
Через два года он переезжает в Майами, где на открытии клуба Maze играет вместе с Армином ван Бюреном, впоследствии его другом и партнером по проектам. Затем Маркус запустил шоу Global DJ Broadcast на радио Party 93.1 FM.
Дебютный альбом «Without You Near» завоевывает симпатию среди поклонников и критиков. В том же году Armada Music помогает запустить лейбл Маркуса Coldharbour Recordings, на котором выходят синглы с первого альбома: «First Time», «Without You Near», «Never Be The Same Again». Популярность Шульца начинает расти, его радиошоу начинает транслировать радиостанция DI.FM, он делает регулярные выступления на Ибице.
В 2007 году Маркус Шульц выпускает второй альбом «Progression», оказавшийся успешным. Маркус постоянно выпускает микс-компиляции посвященные местам, которые его поразили: "Miami’05″, "Ibiza’06″, "Amsterdam’08″ (премия"Best Full Length DJ Mix" на Miami Winter Music Conference), "Toronto’09″.
В 2008 году выходит альбом Progression Progressed (The Remixes), где были собраны ремиксы на композиции с предыдущего альбома Шульца. На первом диске были собраны ремиксы Nic Chagall, Agnelli & Nelson, Genix, Mat Zo и других музыкантов, а на втором композиции смикшировал сам Маркус.
В 2009 году Маркус возвращает к жизни свой проект Dakota и выпускает альбом Thoughts Become Things.
В 2010 году выходит третий студийный альбом исполнителя — Do You Dream?, над которым он работал 18 месяцев. В том же году выходит документальный фильм под названием «Do You Dream? World Tour», в котором показана жизнь Маркуса во время тура в поддержку альбома.
В 2011 выходит альбом ремиксов на Do You Dream, включающий в себя ремиксы от Ferry Corsten, Moonbeam, Cosmic Gate и многих других. Так же в 2011 году Маркус выпускает второй альбом под псевдонимом Dakota — Thoughts Become Things II.
В 2012 году выходит четвёртый альбом Маркуса — Scream. В том же году Маркус запускает букинг-агентство Schulz Music Group, которое на данный момент включает в себя таких артистов как Bobina, Chicane, 4 Strings, Koen Groeneveld, и многих других. Так же, в 2012 году, Маркус становится лучшим диджеем Америки по версии голосования America’s Best DJ.
В 2013 выходит гимн празднования 600 эпизода радиошоу A State Of Trance, автором которого становится Маркус совместно с Армином Ван Бюреном. 30 марта 2013 в Мэдисон-Сквэр-Гарден в рамках празднования 600 выпуска A State Of Trance Маркус и Ферри Корстен представили миру свой новый совместный проект под названием New World Punx. Появлению проекта предшествовали две совместные работы Маркуса и Ферри: первая — ремикс на композицию Jens — Loops & Tings, вторая — ремикс на одну из самых знаковых композиций в транс музыке Jam & Spoon — Stella.
В 2014 году выходит пятый альбом Маркуса Scream 2. Выходу альбома предшествовал небольшой документальный фильм о его создании, вышедший на Youtube. Так же в 2014 году Маркус во второй раз становится лучшим диджеем Америки по версии голосования Ameria’s Best DJ.
В 2015 году Маркус запускает концепцию «городская серия». Суть концепции состоит в том, что каждый месяц Маркус выпускает по одному треку, посвященный какому-либо городу. Данная концепция, по сути, является отсылкой к «городской серии» компиляций, выходивших с 2005 по 2013 года. В течение 12 месяцев Маркус выпустил треки, посвященные таким городам как Майами, Бухарест, Сан-Франциско, Индио, Мумбаи, Лондон, Бом, Лос-Анджелес, Монреаль, Амстердам, Прага, и Нью-Йорк. Так же в 2015 году Маркус выпустил трек Destiny, записанный совместно с вокалисткой Delacey, который, по его признанию, является одним из самых важных треков в его карьере.
В 2016 году Маркус выпускает шестой студийный альбом «Watch The World».
В 2017 году Маркус полностью концентрируется на проекте Dakota и анонсирует новую концепцию под названием «The Nine Skies». Чуть позже Шульц анонсирует одноимённый альбом. Первым синглом с предстоящего альбома стала работа с нидерландским диджеем и продюсером Koen Groeneveld, известным проектами Klubbheads, The Ultimate Seduction, Drunkenmonkey, и многими другими. Вторым стал реворк на композицию Кейт Буш — Running Up That Hill. Третьим — «In Search Of Something Better», и последним — «The Spirit of The Warrior», который стал гимном фестиваля Transmission, постоянным резидентом которого является Маркус.
Так же в 2017 году выходит делюкс-версия альбома «Watch The World», включающая ремиксы на композиции с оригинального альбома, а также два новых трека: «Luce Prima» и «New York City (Take Me Away)»
8 декабря 2017 вышел альбом «The Nine Skies».
С 2018 года продюсирует серию компиляций In Search of Sunrise, выходящую на лейбле Black Hole Recordings.

## Альбомы

### Студийные
- Without You Near (2005, Ultra Records)
- Progression (2007, Armada Music)
- Do You Dream? (2010, Armada Music)
- Scream (2012, Armada Music)
- Scream 2 (2014, Armada Music)
- Watch The World WEB (2016, Black Hole)

### Ремикс альбомы
- Progression Progressed — The Remixes (2008, Armada Music)
- Dakota — Thoughts Become Things II (The Remixes) (13 January 2012, Armada Music)
- Do You Dream? — The Remixes (2011, Armada Music)
- Watch The World (Deluxe Edition) (2017, Black Hole)

### Dakota
- Thoughts Become Things (2009, Armada Music)
- Thoughts Become Things II (2011, Armada Music)
- The Nine Skies (2017, Black Hole)

## Компиляции
- A Night At The Works (1994, The Works)
- The Best Of MAFDDAP So Far!! (1998, The Best Of MAFDDAP So Far!!)
- Shikodachi (1999, Safari Media)
- Kamaidachi (2000, Safari Media)
- American DJ — 04 Phoenix (2001, The Right Stuff)
- Coldharbour Sessions 2004 (2004, Armada Music)
- Miami’05 (2005, Armada Music)
- Ibiza’06 (2006, Armada Music)
- Amsterdam’08 (2008, Armada Music)
- Armada At Ibiza — Summer 2008 (2008, Armada Music)
- Toronto’09 (2009, Armada Music)
- World Tour Best Of 2009 (2009, Armada Music)
- Las Vegas’10 (2010, Armada Music)
- The Gallery 15th Birthday (2010, DJ Magazine)
- Prague’11 (2011, Armada Music)
- Be At Space Ibiza (2011, Armada Music)
- 100 Minutes of 2011 (2011, Armada Digital)
- Los Angeles’12 (2012, Armada Music)
- World Tour — Best Of 2012 (2012, Armada Music)
- Buenos Aires’13 (2013, Armada Music)
- Trance Nation (2015, Ministry Of Sound)
- Techno Club Vol. 53 (2017, Klubbstyle)

## Синглы
- 1998 Markus Schulz — You Won’t See Me Cry
- 1999 Dakota — Swirl
- 2002 Dakota — Frozen Time
- 2002 Dakota — Lost in Brixton
- 2002 Dakota — Jah Powah
- 2002 Dakota — Zero Gravity
- 2002 Dakota — Sunshine Yellow
- 2003 Dakota — Abandoned in Queens
- 2003 Markus Schulz presents Elevation — Clear Blue
- 2004 Markus Schulz presents Elevation — Largo
- 2004 Markus Schulz presents Elevation — Somewhere
- 2005 Markus Schulz featuring Anita Kelsey — First Time
- 2005 Markus Schulz and Departure with Gabriel & Dresden — Without You Near
- 2006 Markus Schulz featuring Carrie Skipper — Never be the Same Again
- 2007 Markus Schulz vs. Chakra — I Am
- 2007 Markus Schulz — Fly to Colors
- 2007 Dakota — Amsterdam
- 2007 Dakota — Progression
- 2008 Dakota — Hypnotic
- 2008 Markus Schulz featuring Departure — Cause You Know
- 2008 Markus Schulz featuring Dauby — Perfect
- 2008 Markus Schulz vs. Andy Moor — Daydream
- 2008 Markus Schulz — The New World
- 2009 Dakota — Chinook
- 2009 Dakota — Johnny the Fox
- 2009 Dakota — Sin City
- 2009 Markus Schulz — Do You Dream
- 2009 Dakota — Roxy ’84
- 2009 Dakota — Koolhaus
- 2009 Dakota — Steel Libido
- 2009 Dakota — Mr. Cappuccino
- 2010 Markus Schulz featuring Khaz — Dark Heart Waiting
- 2010 Markus Schulz featuring Justine Suissa — Perception
- 2010 Markus Schulz — Rain
- 2010 Markus Schulz featuring Jennifer Rene — Not the Same
- 2010 Markus Schulz — Future Cities
- 2011 Dakota — Sinners
- 2011 Markus Schulz & Jochen Miller — Rotunda
- 2011 Dakota — Sleepwalkers
- 2011 Dakota — Katowice
- 2011 Dakota — Saints
- 2011 Dakota — In a Green Valley
- 2011 Markus Schulz — Digital Madness (Transmission 2011)
- 2012 Markus Schulz & Dennis Sheperd — Go!
- 2012 Markus Schulz & Ferry Corsten — Loops & Tings
- 2012 Markus Schulz & Adina Butar — Caught
- 2012 Markus Schulz & Seri — Love Rain Down On Me
- 2012 Markus Schulz & Ferry Corsten — Stella
- 2012 Markus Schulz featuring Ana Diaz — Nothing Without Me
- 2013 Armin van Buuren & Markus Schulz — The Expedition
- 2013 Markus Schulz — The Spiritual Gateway (Transmission 2013 Theme)
- 2013 New World Punx — Romper
- 2013 Markus Schulz & Sarah Howells — Tempted
- 2013 Markus Schulz — Remember This
- 2013 Markus Schulz & Elevation — Machine of Transformation (Transmission 2013 Theme)
- 2014 Dakota — CLXXV
- 2014 Markus Schulz & Liz Primo — Blown Away
- 2014 Markus Schulz — Destino
- 2014 Markus Schulz — Remember This (Remixes)
- 2014 Markus Schulz — Dancing In The Key Of Life (Remixes)
- 2014 Markus Schulz & Lady V — Erase You
- 2014 Markus Schulz & Elevation — Finish Line
- 2014 Markus Schulz & Klauss Goulart & Paul Aiden — Fireworks
- 2014 Markus Schulz — Seven Sins (Transmission 2014 Theme)
- 2014 Markus Schulz featuring Lady V — Winter Kills Me
- 2015 Markus Schulz — Bayfront (Miami)
- 2014 Markus Schulz featuring Lady V — Winter Kills Me (Remixes)
- 2015 Markus Schulz — Bine Facut (Bucharest)
- 2015 Markus Schulz — Golden Gate (San Francisco)
- 2015 Markus Schulz featuring Delacey — Destiny
- 2015 Markus Schulz — This Generation (Indio)
- 2015 Markus Schulz — Bombay (Mumbai)
- 2015 Markus Schulz — Lost in the Box (London)
- 2015 Markus Schulz & Delacey — Destiny (The Remixes Part 1)
- 2015 Markus Schulz — Daybreak (Boom)
- 2015 Markus Schulz & Vassy — Tomorrow Never Dies (Markus Schulz Coldharbour Mix)
- 2015 Markus Schulz — Avalon (Los Angeles)
- 2015 Dakota — Cathedral (Montreal)
- 2015 Markus Schulz — Dancing in the Red Light [Amsterdam]
- 2015 Markus Schulz & Nifra — The Creation (Prague)
- 2015 Markus Schulz & Fisherman & Hawkins — Gotham Serenade (New York City)
- 2016 Markus Schulz — Destiny (The Remixes Part Two)
- 2016 Markus Schulz & Ethan Thompson — Love Me Like You Never Did
- 2016 Markus Schulz — Sestertius
- 2016 Markus Schulz & Mia Koo — Summer Dream
- 2016 Markus Schulz — The New World (Fisherman & Hawkins Remix)
- 2016 Markus Schulz — The Lost Oracle (Transmission 2016 Theme)
- 2016 Markus Schulz & Soundland — Facedown
- 2017 Markus Schulz featuring Brooke Tomlinson — In The Night
- 2017 Dakota & Koen Groeneveld — Mota-Mota
- 2017 Dakota & Bev Wild — Running up That Hill
- 2017 Cosmic Gate & Markus Schulz — AR
- 2017 Dakota — The Spirit Of The Warrior (Transmission 2017 Theme)

## Ремиксы
- 1993 Sagat — Why Is It? Funk Dat
- 1993 The Movement — Shake That
- 1994 Glenn «Sweet G» Toby — I Can Tell
- 1994 Sweet Sable — Old Times' Sake
- 1994 Transglobal Underground — Temple Head
- 1994 2 Unlimited — Throw The Groove Down
- 1994 Sandra Bernhard — You Make Me Feel
- 1995 Amber McFadden — Do You Want Me
- 1995 Truce — Pump It
- 1995 Real McCoy — Come And Get Your Love
- 1995 Bette Midler — To Deserve You
- 1995 Backstreet Boys — We’ve Got It Going On
- 1996 Lina Santiago — Feels So Good (Show Me Your Love)
- 1996 Backstreet Boys — Get Down (You’re The One For Me)
- 1996 Technotronic — Move It To The Rhythm
- 1996 Madonna — Love Don’t Live Here Anymore
- 1996 Liz Torres — Set Yourself Free
- 1996 Armand Van Helden — The Funk Phenomena
- 1996 James Newton Howard — Theme from ER
- 1996 Backstreet Boys — We’ve Got It Going On
- 1997 RuPaul — A Little Bit of Love
- 1997 Groove Junkies -
- 1997 Poe — Hello
- 1997 e-N Feat. Ceevox — That Sound
- 1997 Tilly Lilly — Roller Coaster
- 1997 Electronic — Second Nature
- 1997 Blue Amazon — No Other Love
- 1997 LNR — Work It To The Bone
- 1998 Cynthia — If I Had The Chance
- 1998 Vertigo Deluxe — Out of My Mind
- 1998 The B-52’s — Debbie
- 1999 Everything but the Girl — Lullaby of Clubland
- 1999 Dream Traveler — Time
- 2000 Himmel — Celebrate Life
- 2000 Masters of Balance — Dreamworld
- 2000 Pablo Gargano — Eurogoal
- 2000 PQM — The Flying Song
- 2000 Aaron Lazarus — Your Time Will Come
- 2001 Pablo Gargano — Absolution
- 2001 Carissa Mondavi — Solid Ground
- 2001 Rouge — Jingalay
- 2001 Daniel Ash — Burning Man
- 2001 Fatboy Slim — Sunset (Bird of Prey)
- 2001 Luzon — Manilla Sunrise
- 2001 Book of Love — I Touch Roses
- 2002 Miro — By Your Side
- 2002 Télépopmusik — Breathe
- 2003 Motorcycle — As The Rush Comes
- 2003 Jewel — Intuition
- 2003 Karada — Last Flight
- 2003 Billy Paul Williams — So In Love
- 2003 Jewel — Stand
- 2004 Aly & Fila — Spirit Of Ka
- 2004 George Hales — Autumn Falls
- 2004 Solid Globe — Sahara
- 2004 Filterheadz — Yimanya
- 2004 Plastic Angel — Distorted Reality
- 2004 Clubbervision — Dream Off
- 2004 Kobbe & Austin Leeds — Fusing Love
- 2004 Airwave — Ladyblue
- 2004 Myth — Millionfold
- 2004 OceanLab — Satellite
- 2004 Piece Process — Solar Myth (Markus Schulz Breaks Mix)
- 2004 Space Manoeuvres — Stage One
- 2004 Deepsky — Talk Like a Stranger
- 2004 Whirlpool — Under the Sun
- 2004 Mark Otten — Tranquility
- 2005 Tomonari & Tommy Pi — C Sharp 2005
- 2005 Ridgewalkers — Find
- 2005 Departure — She Turns
- 2005 Nalin & Kane — Open Your Eyes (The Child You Are)
- 2006 Kyau & Albert — Are You Fine?
- 2006 Eluna — Severance
- 2006 Yoshimoto — Du What U Du
- 2007 Kamera — Lies
- 2007 Andrew Bennett — Menar
- 2007 Joop — The Future
- 2008 Destination X — Dangerous
- 2008 John O’Callaghan feat. Audrey Gallagher — Big Sky
- 2008 Rank 1 — Airwave
- 2008 Sia — Buttons
- 2008 Mike Foyle — Bittersweet Nightshade
- 2009 Dance 2 Trance — Power of American Natives
- 2009 Jester Music feat. Lavoie — Dressed in White
- 2009 Cosmic Gate — Sign of the Times
- 2009 Ferry Corsten — Brain Box
- 2010 Cosmic Gate — The Drums